# 1019
Évszázadok: 10. század – 11. század – 12. század
Évtizedek: 960-as évek – 970-es évek – 980-as évek – 990-es évek – 1000-es évek – 1010-es évek – 1020-as évek – 1030-as évek – 1040-es évek – 1050-es évek – 1060-as évek
Évek: 1014 – 1015 – 1016 – 1017 –  1018 – 1019 – 1020 – 1021 – 1022 – 1023 – 1024

## Események
- I. István magyar király megalapítja a zalavári apátságot.[1]
- Csehország és Morvaország egyesítése.
- I. Jaroszláv kijevi nagyfejedelem második trónra lépése.[2] Egyesíti a kijevi és a novgorodi fejedelemségeket (1054-ig uralkodik).

## Halálozások
- I. Szvjatopolk kijevi nagyfejedelem